# Ernst & Young Tower
Ernst & Young Tower (někdy také Latitude) je mrakodrap dokončený v roce 2004, který stojí v australském Sydney. Je součástí komplexu World Square. Postaven byl podle návrhu, který vypracovala firma Crone Nation. Má 45 podlaží a výšku 222 m.